# Bengt Gustavsson
Bengt Olov Emanuel Gustavsson (13. ledna 1928 – 16. února 2017, Norrköping) byl švédský fotbalista a trenér.

## Hráčská kariéra
Hrál na postu obránce za IFK Norrköping, Atalantu Bergamo a Åtvidaberg.
Za Švédsko hrál 57 zápasů. Získal bronz na OH 1952 a stříbro na MS 1958.

## Trenérská kariéra
Jako trenér vedl Åtvidabergs FF, Östers IF, IFK Norrköping, Hammarby IF a IK Sleipner.

## Úspěchy

### Hráč
Norrköping
- Švédská liga: 1947/48, 1951/52, 1955/56

Švédsko
- 2. místo na MS: 1958
- 3. místo na OH: 1952

Individuální
- Švédský fotbalista roku: 1953

### Trenér
Åtvidabergs FF
- Švédský pohár: 1969/70